# De hombre a hombre (película de 1949)
De hombre a hombre es una película argentina del género de drama filmada en blanco y negro dirigida por Hugo Fregonese sobre guion de Carlos Alberto Orlando que se estrenó el 7 de julio de 1949 y que tuvo como protagonistas a Tito Alonso, Josefa Goldar, Enrique Muiño, Nathán Pinzón, Osvaldo Terranova y Ricardo Trigo. 

## Sinopsis
Es un melodrama cuyo tema –la delincuencia juvenil- había sido poco tratado todavía en el cine mundial. Oscar, interpretado por Tito Alonso, es un adolescente con un erróneo sentido de la hombría, hijo de un padre pobre, borracho y golpeador que se opone a que estudie y termina en un hospicio. Muiño, en su última película, interpreta a Carlos Etchart, un viejo psiquiatra con rígidos sentidos morales cuyo hijo Alberto es íntimo amigo de Oscar. Padre e hijo tienen una relación conflictiva pues Alberto hace todo lo posible por tratar de proteger y ayudar a Oscar, incluso a costa de sus propios estudios. La situación culmina cuando Etchart descubre que su hijo había dado un examen en lugar de su amigo y lo denuncia al rector haciéndolo expulsar, lo que ocasiona que Alberto se suicide. 
Cuando posteriormente Etchart sorprende a Oscar, que se ha escapado de un instituto correccional, robando en su casa su primer impulso es llamar a la policía pero no lo hace y le permite pernoctar allí pero al día siguiente el joven se ha ido con lo robado y al tratar de venderlo cae nuevamente preso. Cuando Etchart lo visita, el joven se burla de su intento de ayudarle y tiempo después vuelve a escaparse. El psiquiatra se entera de que la novia de Oscar espera un hijo se interesa por ella, quien muere poco después de dar a luz una nena, que es recogida por Etchart. Se produce finalmente el reencuentro de Oscar, su hija y Etchart; el joven reconoce su mala influencia y pide al psiquiatra que se encargue de su hija mientras vuelve a la cárcel a cumplir su condena.

## Comentarios
El crítico Calki opinó que se trataba de “un drama filmado por fuera (…) A favor de una técnica impecable todos es perfecto, fotografía, decorados, montaje (…) El diálogo excesivo de sus frases ocupa a menudo el lugar de la imagen. Exteriormente la realización no tiene fallas, pero a un drama hay que afirmarlo por dentro” en tanto Manrupe y Portela escribieron: “Melodrama de juventud descarriada y encausada, basado en un programa radial. Lo filmó Fregonese luego de su primera experiencia en Hollywood tratando de aprovechar la popularidad juvenil de Tito Alonso.

## Reparto
- Tito Alonso ... Oscar Ramírez
- Jorge Arias
- Luis de Lucía
- Cirilo Etulain
- Aurelia Ferrer ... Dueña de la pensión
- René Fischer Bauer ... Alberto Etchart
- Norma Giménez ... Alicia
- Josefa Goldar ... Luisa
- Raúl Luar
- Enrique Muiño ... Prof. Carlos Etchart
- Nathán Pinzón ... Apostador
- Osvaldo Terranova ... Apostador
- Ricardo Trigo... Hermano de Oscar